# Ampithoe ferox
Ampithoe ferox är en kräftdjursart. Ampithoe ferox ingår i släktet Ampithoe och familjen Ampithoidae. Inga underarter finns listade i Catalogue of Life.